# Gemeinde Miklavž na Dravskem Polju

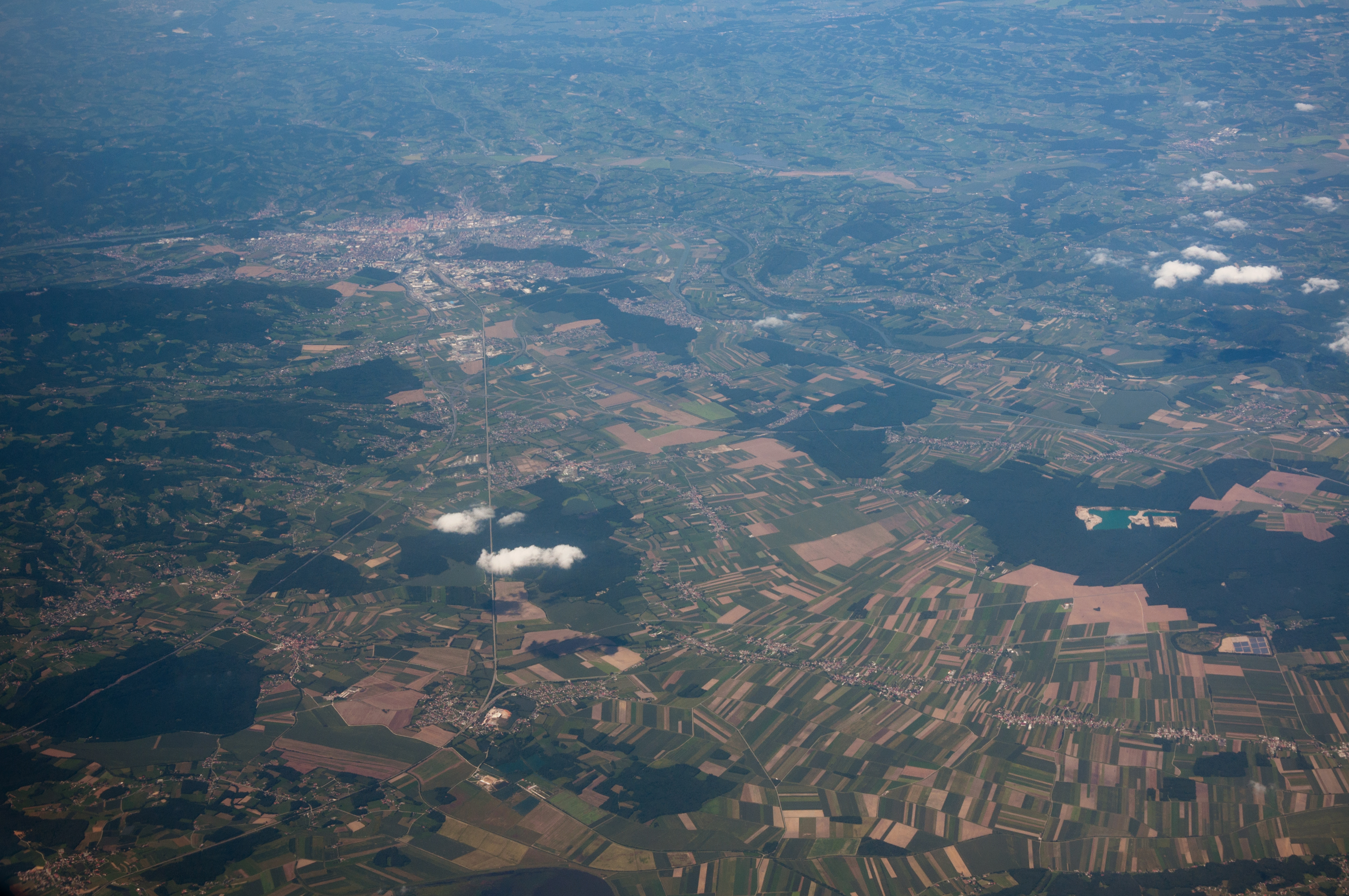
Luftaufnahme vom Draufeld (Dravsko polje). Miklavž liegt knapp südöstlich von Maribor (dichte Bebauung im linken oberen Bildviertel).

Die Gemeinde Miklavž na Dravskem Polju (deutsch (historisch): Sankt Nikolai) ist eine Gemeinde in der historischen Landschaft Spodnja Štajerska (Untersteiermark), Region Podravska, in Slowenien. Benannt ist sie nach dem Hauptort und Verwaltungssitz Miklavž na Dravskem Polju.

## Lage
Miklavž na Dravskem polju gehört zu den flächenmäßig kleineren Gemeinden in Slowenien. Sie liegt etwa 7 km südöstlich von Maribor (Luftlinie) an der Straße nach Ptuj auf 259 m. ü. A. und befinden sich in der nördlichen Ecke des Dravsko polje (Draufeld). Die Kommune ist aufgrund der Nähe zu Maribor eine beliebte Wohngemeinde.
Die Drau fließt nordöstlich am Ort vorbei, durch das Dorf verläuft allerdings der Kanal des Wasserkraftwerkes von Zlatoličje (slow.: Prekop HE Zlatoličje).

## Ortschaften
Die Gemeinde besteht aus folgenden vier Ortschaften (in den Klammern die deutschsprachigen Ortsbezeichnungen aus der Zeit vor 1918):
- Dobrovce (Dobrofzen)
- Dravski Dvor (Drauhof)
- Miklavž na Dravskem polju (Sankt Nikolai)
- Skoke (Skoggen)

## Nachbargemeinden
|               | Maribor                                     |        |
| Hoče-Slivnica | Kompassrose, die auf Nachbargemeinden zeigt |        |
|               |                                             | Starše |

## Verkehr
Durch Miklavž verläuft die Nationalstraße 9, die Maribor mit Ptuj verbindet. Die Autobahnen A1 und A4 umgeben die Gemeinde westlich wie eine Umfahrung, wodurch sich zahlreiche Anschlussmöglichkeiten ergeben. Von Norden nach Süden wären das an der A1 die Anschlussstellen "Maribor-center" und "Rogoza" sowie "Marjeta na Dravskem polju" an der A4.
Die Eisenbahnlinie Zidani Most-Šentilj läuft westlich an der Gemeinde vorbei. Der nächstgelegene Lokalbahnhof ist "Hoče" in 3,5 km Entfernung, der nächste Intercity-Bahnhof befindet sich in "Maribor", 9 km entfernt.
Auch der Flughafen Maribor liegt in der unmittelbaren Umgebung.